# Melquiades Herrera
Melquiades Herrera Becerril (Ciudad de México, 24 de mayo de 1949 - Ciudad de México, 18 de octubre de 2003) fue un artista visual, profesor, escritor mexicano. Se le considera como pionero del arte del performance en México. Fue catedrático de la Academia de San Carlos, de la Escuela de Diseño del Instituto Nacional de Bellas Artes, de la Escuela Nacional de Artes Plásticas de la Universidad Nacional Autónoma de México, articulista y miembro del colectivo artístico No-grupo.

## Biografía
Nacido en México Distrito Federal, estudió Artes plásticas en la Academia de San Carlos de la cual posteriormente fue profesor impartiendo clases de geometría, educación visual y diseño básico.
Formó parte del legendario agregado artístico No-grupo (1978 - 1983) fundado por Maris Bustamante donde participó con Rubén Valencia (fallecido) y Alfredo Nuñez.
Falleció el 18 de octubre de 2003 a sus 54 años a causa de la diabetes.

## Exposiciones
- Un zangoloteo al corsé artístico en el Museo de Arte Moderno de la Ciudad de México (realizado con No-grupo)
- Arte/Latinoamérica: Estados de sitio. Trienal de Chile 2009
- Un peatón profesional: Melquiades Herrera.
- Divertimento, vacilón y suerte Colección Melquiades Herrera. 1 de marzo - 20 de junio de 1999. Galería de la Secretaría de Hacienda y Crédito Público. Ciudad de México.

## Publicaciones
- La pala
- Caminar y volar
- Herrera, Melquiades (1986). El performance ¿Tradición, moda, publicidad o arte?. Escuela Nacional de Artes Plásticas, UNAM.